# Catherine Gross Duncan
Pour les articles homonymes, voir Duncan.
Catherine Gross Duncan (1908 - 1968) est une mycologue américaine du début du XXe siècle. Son principal domaine d'intérêt était les champignons lignivores.

## Enfance et formation
Catherine Gross naît le 4 avril 1908 dans la ville de Manilla, dans l'Indiana. En 1931, elle obtient son bachelor of Arts en botanique à l'université Depauw de Greencastle, dans l'Indiana. Elle obtient ensuite son master et son doctorat à l'université du Wisconsin en 1933 et 1935 respectivement. Au cours de ses études supérieures, elle se spécialise en biologie cellulaire végétale et en bactériologie agricole sous la supervision de Charles E. Allen et de W. D. Frost. Un camarade de classe, Robert E. Catherine Duncan, étudie également dans le laboratoire d'Allen qu'elle épouse et avec qui elle a une fille, Dana Catherine Duncan. Elle et Robert travaillent tous deux à l'université du Wisconsin à Madison.
Peu après l'obtention de son diplôme, son premier poste est celui de professeure adjointe au Hood College, où elle reste jusqu'en 1942. En décembre 1942, elle rejoint le Forest Products Laboratory (une division du United States Forest Service) à Madison, Wisconsin, en coopération avec l'université du Wisconsin. À l'origine, elle est recrutée par le laboratoire pour participer à l'effort de guerre. Toutefois, après la guerre, elle reste pour le reste de sa carrière. Elle atteint finalement le rang de pathologiste principale au laboratoire de recherche sur les champignons lignivores et les insectes xylophages, où elle travaille jusqu'à sa mort en 1968.
Elle est très dévouée à son travail, travaillant souvent les week-ends et pendant des heures prolongées. On dit d'elle qu'elle a une curiosité innée pour toutes les facettes de la biologie et qu'elle a aussi la capacité d'être facile à vivre, mais aussi exigeante dans son travail.

## Carrière
Au cours de sa carrière, elle publie plus de 40 articles examinant divers aspects des champignons lignivores, y compris : la lumière du soleil et son effet sur la respiration, l'effet des conservateurs et l'humidité. Elle publie également régulièrement de nouvelles découvertes sur les espèces présentes dans le bois en décomposition. La majorité de ses travaux portent sur la qualité et l'amélioration des produits de conservation du bois. Plusieurs articles font allusion à l'idée que les champignons peuvent décomposer certains toxiques comme l'arsenic par la bioremédiation.
D'après les articles qu'elle écrits, elle travaille sur les basidiomycètes et les ascomycètes en ce qui concerne leur rôle dans la décomposition du bois. La majorité de son travail consiste à identifier les ascomycètes associés à la pourriture du bois. Elle examine la capacité de ces champignons à attaquer divers types de traitements du bois, qu'ils soient synthétiques ou naturels.
Peu après l'obtention de son doctorat, Catherine Duncan enseigne la botanique et la bactériologie au Hood College, dans le Maryland. Elle continue à étudier sous la direction de son conseiller principal, Allen, pendant l'été. Durant cette période, elle étudie les différentes étapes de la méiose que subit sphaerocarpos durant son cycle de vie. En 1942, Catherine et Robert Catherine Duncan acceptent tous deux des postes à l'université du Wisconsin à Madison.
Au début de sa carrière, l'un des premiers projets qu'elle réalise au laboratoire des produits forestiers consiste à examiner la résistance naturelle à la pourriture de différentes espèces d'arbres. Afin d'étudier ces différences, elle contribue également à mettre au point une technique qui permet d'étudier la pourriture du bois à un rythme accéléré. Cette technique est particulièrement importante pour évaluer les produits de préservation du bois et leur longévité. Les techniques de laboratoire de base pour l'étude de la pourriture du bois font cruellement défaut en 1942 et sont utilisées dans ses travaux ultérieurs en plus d'être adoptées par d'autres organismes, comme l'American Society for Testing and Materials (ASTM).
En s'appuyant sur ses premiers travaux, Catherine Duncan se concentre sur les composants individuels extraits du bois et leur relation avec la pourriture du bois. Ce travail était particulièrement pertinent pour les champignons de la pourriture molle et leur colonisation de différents hôtes. Son objectif est d'accroître la longévité des espèces de bois qui s'avéraient moins résistantes à la décomposition microbienne. Ses travaux sur les champignons de la pourriture molle l'amènent également à identifier et à décrire les champignons d'un point de vue physiologique. Plus tard dans sa carrière, elle découvre une nouvelle relation entre la lumière du soleil et la respiration des basidiomycètes. En outre, elle travaille également sur les ascomycètes et leur capacité à provoquer des symptômes de pourriture molle sur le bois.
En 1963, Catherine Duncan est reconnue pour sa capacité à mener des recherches fondamentales, ce qui lui permet de travailler pendant 18 mois en Suisse avec Frey-Wyssling, un physiologiste fongique renommé. Au cours de son séjour, elle met au point une nouvelle technique, l'immunofluorescence, qui s'avère utile pour étudier la synthèse et la mobilisation de la cellulase dans les hyphes vers le substrat hôte,. Catherine Duncan étudie également la croissance et le mouvement des champignons de la pourriture molle dans le substrat du bois, ce qui est rendu possible par l'utilisation d'une technique de coloration fluorescente.
Pendant son mandat au Forest Products Laboratory, elle participe à la rédaction des mémoires de 30 étudiants.
En 1963, Catherine Duncan est récompensée pour son travail par deux bourses postdoctorales. La première est accordée par le Forest Products Laboratory. L'autre est attribuée par la National Foundation. Catherine Duncan était également membre de l'American Association for the Advancement of Science (AAAS), de l'American Phytopathological Society (APS) et de la Botanical Society of America.
Son expérience en cytologie et sa capacité à cultiver divers champignons vivant dans le bois ont permis de nombreuses avancées dans les études fondamentales de la physiologie fongique et des interactions observées avec les parois cellulaires des plantes. Au cours de sa carrière, elle publie près de 40 contributions majeures au domaine.